# Karl Harrer
Karl Harrer (8. října 1890 - 5. září 1926) byl sportovní novinář a vedle Antona Drexlera zakládající člen německé dělnické strany (DAP), z níž později vyšla Nacionálně socialistická německá dělnická strana (NSDAP).

## Založení strany
Harrer byl sportovním novinářem a pracoval pro Völkischer Beobachter. Zároveň byl členem společnosti Thule, z jejíchž řad vztešlo mnoho jiných nacistických pohlavárů. Dne 5. ledna 1919 se stal prvním předsedou (přijal titul Říšský prezident) DAP.

## Boj o moc mezi Harrerem a Hitlerem
Karl Harrer měl plán, že DAP bude tajnou společností podobně jako Thule. Tento nápad se však střetl s úmysly Adolfa Hitlera, který tehdy do strany vstoupil. O pár měsíců obvinil Harrer Hitlera z velikášství, nakonec se však vzdal všech stranických funkcí a 5. ledna 1920 na nátlak Hitlera opustil stranu.
Harrer zemřel 5. září 1926 v Mnichově přirozenou smrtí, ve věku 35 let.